# John Cam Hobhouse

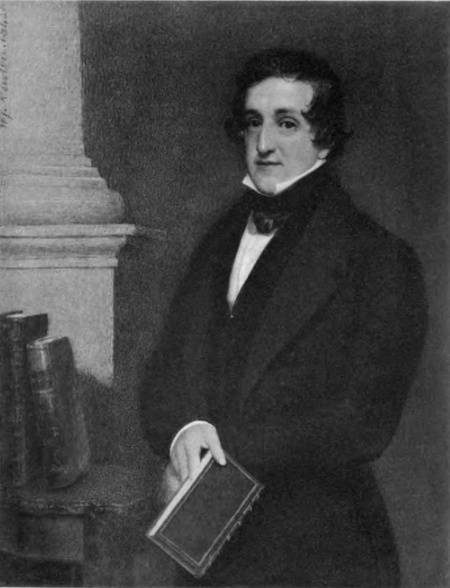
portret van John Cam Hobhouse

John Cam Hobhouse, 1st Baron Broughton (Redland, 27 juni 1786 – Londen, 3 juni 1869) is vooral bekend als de beste vriend van Lord Byron. Hij vergezelde Byron op diens grand tour door onder andere Griekenland en Turkije in 1809-1810 en door Italië 1816-1818. Na terugkeer uit de Oriënt vervulde Hobhouse een aantal politieke ambten. Hij was lid van het Lagerhuis, en later ook Staatssecretaris van Oorlog en van Ierse Zaken. Hobhouse geldt als degene die als eerste de term "His Majesty's (Loyal) Opposition" gebruikte (Zijne Majesteits loyale oppositie).

## Grand Tour met Byron

Historical illustrations of the fourth canto of Childe Harold, 1818

In het Trinity College van de Universiteit van Cambridge leerden Byron en Hobhouse elkaar kennen: het begin van een levenslange vriendschap. Hobhouse en Byron vertrokken begin juli 1809 per schip vanuit Falmouth voor hun Grand Tour naar het gebied van de Middellandse Zee. Via Lissabon, Gibraltar en Malta bereikten ze in september 1809 de havenstad Preveza aan de Griekse kust, waarvandaan ze naar Tepelenë in Albanië gingen om een bezoek te brengen aan Ali Pasha Tepelena, de wrede heerser van een deel van Albanië en Noordwest Griekenland.
In het voorjaar van 1810 verbleven ze een paar weken in Athene, waarna de reis werd voortgezet naar de kust van Klein-Azië (Smyrna/İzmir). In de Dardanellen was Hobhouse op 3 mei 1810 getuige van de beroemde zwemtocht van Byron over de hele breedte van deze zeestraat, van Sestos naar Abydos. Aangekomen in Constantinopel, de hoofdstad van het Osmaanse Rijk, werden Hobhouse en Byron op 10 juli ontvangen door sultan Mahmut II. Hobhouse keerde vóór Byron terug naar Engeland, in de zomer van 1810. De avonturen tijdens hun reis en een beschrijving van de bezochte landen en volkeren vonden hun weerslag in een boek van Hobhouse, getiteld A journey through Albania and other Provinces of Turkey during the years 1809 and 1810 (2 dln, 1813). Byron zelf beschreef hun reizen in zijn gedicht Childe Harold's Pilgrimage.

## Politieke carrière
Na diens terugkeer naar Engeland werd Hobhouse politiek actief. Ook nam hij deel aan de oorlog tegen Napoleon, en was onder andere aanwezig bij de Slag bij Dresden (1813). Zijn sympathie lag echter eerder bij Napoleon dan bij de Engelse overheid, getuige ook zijn pamflet uit 1816, getiteld The substance of some letters written by an Englishman resident in Paris during the last reign of the emperor Napoleon. Na de scheiding van Byron van diens (kortstondige) echtgenote Annabella Milbanke reisden Hobhouse en Byron nog één keer samen over het vasteland van Europa. Daarna wachtte Hobhouse een carrière in de politiek: zijn radicale standpunten brachten hem echter eerst nog een tijd in de gevangenis (december 1819- februari 1820). In 1820 werd hij uiteindelijk gekozen als parlementslid voor Westminster. Tot 1851 vervulde Hobhouse een aantal politieke functies, onder andere als staatssecretaris voor Oorlog en voor Ierse Zaken, met wisselend succes.
Vanaf 1851 was Hobhouse lid van het Hogerhuis, na zijn verheffing tot Baron Broughton van Broughton Gyfford. Tot zijn dood in 1869 vulde Hobhouse vooral met het schrijven van boeken en artikelen over onder andere Italië.

## Betekenis in Byrons leven
Als beste vriend van Byron en mede-filhelleen was Hobhouse niet alleen de belangrijkste reisgenoot tijdens de Grand Tour van de dichter, maar ook vroeg Byron hem bijvoorbeeld als getuige bij zijn huwelijk met Annabella Milbanke. Hobhouse -zelf immers radicaal qua politieke opvattingen- steunde Byron later in diens streven om Griekenland te helpen bevrijden in de Griekse Onafhankelijkheidsoorlog. Na de dood van Byron in 1824 was Hobhouse een van de aanstichters van de verbranding van Byrons dagboeken, in de werkkamer van de uitgever van diens dichtwerken, John Murray. Hobhouse deed dat uit overwegingen van discretie: tijdens Byrons leven was hij altijd loyaal gebleven aan de dichter en had diens seksuele escapades immer toegedekt, na Byrons dood vond hij het nodig om hetzelfde te doen, maar dan voor altijd.